# Tomislav Dončev
Tomislav Pejkov Dončev (in bulgaro Томислав Пейков Дончев?; Gabrovo, 6 agosto 1973) è un politico bulgaro.
Rappresentante del GERB, è stato sindaco di Gabrovo dal 2007 al 2010. Dal marzo 2010 al marzo 2013 è stato Ministro senza portafoglio, mentre dal maggio al novembre 2014 è stato Europarlamentare.

## Biografia
Tomislav Donchev è nato il 6 agosto 1973 nella città di Gabrovo in Bulgaria. Dopo essersi diplomato al liceo nel 1991, si è trasferito a Veliko Tărnovo, dove si è laureato in filosofia e giornalismo presso l'Università locale dei Santi Cirillo e Metodio nel 1997.
Tra il 1997 e il 1999, Dončev ha lavorato come insegnante di psicologia, logica, etica, filosofia e diritto presso l'Università dei Santi Cirillo e Metodio di Veliko Tărnovo. Dal 1999 ha lavorato a Radio Gabrovo. Nel 2000, Dončev è diventato direttore dell'incubatore d'impresa Gabrovo, un'istituzione finanziata con fondi pubblici per lo sviluppo economico regionale. Nello stesso anno divenne anche segretario dell'Open Society Institute (OSI) di Gabrovo. Dončev ha ricoperto entrambe le posizioni fino al 2004, quando ha lasciato la prima.
Nel periodo dal 2004 al 2007, Dončev ha lavorato come esperto presso il Ministero delle Finanze bulgaro e come direttore del programma dell'OSI a Sofia. Nel suo secondo incarico è stato a capo del dipartimento “Preparazione e gestione dei progetti sovvenzionati dall'UE”. Nel 2006 ha conseguito un master in amministrazione aziendale presso l'Università di Veliko Tărnovo.
Nel novembre 2007, Tomislav Dončev ha vinto le elezioni locali nella sua città natale di Gabrovo come candidato per il partito GERB. Rimase in carica come sindaco fino al marzo 2010, quando fu nominato ministro senza portafoglio nel gabinetto di Bojko Borisov. In questo ruolo era responsabile del coordinamento e del monitoraggio dei programmi di finanziamento dell'UE. Il suo successore come sindaco di Gabrovo fu Nikolaj Sirakov.
Dončev è stato eletto al Parlamento europeo alle elezioni europee del 2014.